# Club Deportivo Universidad Católica (sportklubb)
Club Deportivo Universidad Católica är en sportklubb från Santiago, Chile. Klubben grundades 1937. Den är mest känd för sin fotbollssektion som räknas som en av de tre stora fotbollsklubbarna tillsammans med Colo-Colo och Universidad de Chile. Laget har blivit chilenska mästare 16 gånger och vunnit Copa Chile 4 gånger.
Även andra sektioner har varit framgångsrika. Herrbasketlaget grundades samma år som klubben och spelar i högsta serien, Liga Nacional de Básquetbol de Chile. De vann föregångaren División Mayor del Básquetbol de Chile fem gånger. Rugbylaget har blivit chilenska mästare tjugo gånger.
Volleybollsektionen grundades 1942. Damlaget har blivit chilenska mästare sju gånger (2004-2006, 2008-2011) och har som bäst kommit tvåa i Campeonato Sudamericano de Clubes de Voleibol Femenino, vilket de gjorde 2011. Herrlaget har blivit chilenska mästare tre gånger (2004, 2005 och 2010). De har som bäst nått tredjeplats i Campeonato Sudamericano de Clubes de Voleibol Masculino, vilket de gjort 1979, 1984 och 2011.